# Tabaroucht
Tabaroucht  (in arabo تبروشت‎?) è un centro abitato e comune rurale del Marocco situato nella provincia di Azilal, regione di Béni Mellal-Khénifra. Conta una popolazione di 3 830 abitanti (censimento 2014).